# 1133 Lugduna
Az 1133 Lugduna (ideiglenes jelöléssel 1929 RC1) a Naprendszer kisbolygóövében található aszteroida. Hendrik van Gent fedezte fel 1929. szeptember 13-án, Johannesburgban.